# Kreuzberglied

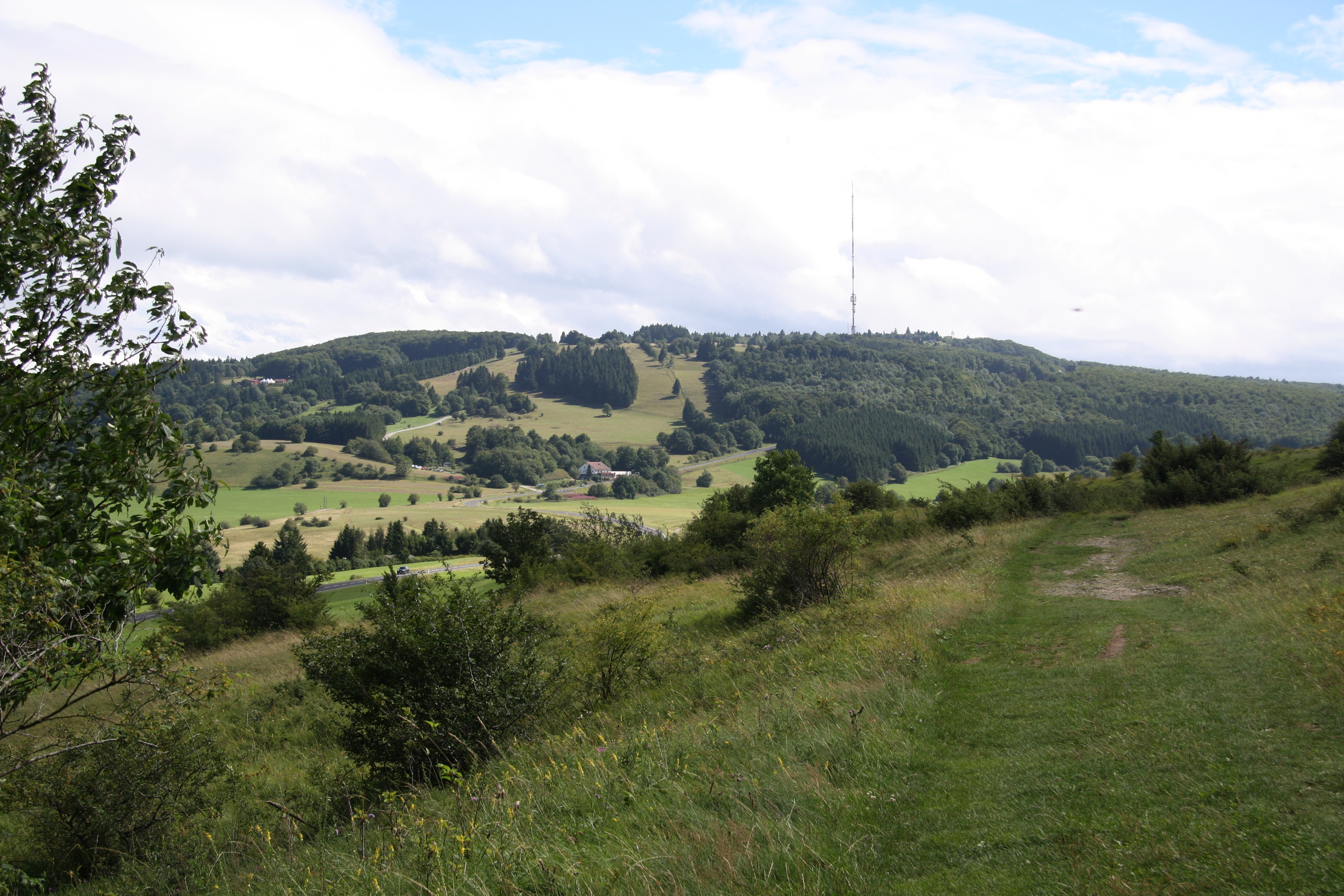
Blick auf den namensgebenden Kreuzberg

Das Kreuzberglied ist eine von Heinz Gehlert und Albert Handwerker geschaffene Regionalhymne der Rhön, die einen Wanderausflug zum Kloster Kreuzberg beschreibt. Das Lied genießt einen großen Bekanntheitsgrad in der Region um den Kreuzberg.

## Geschichte

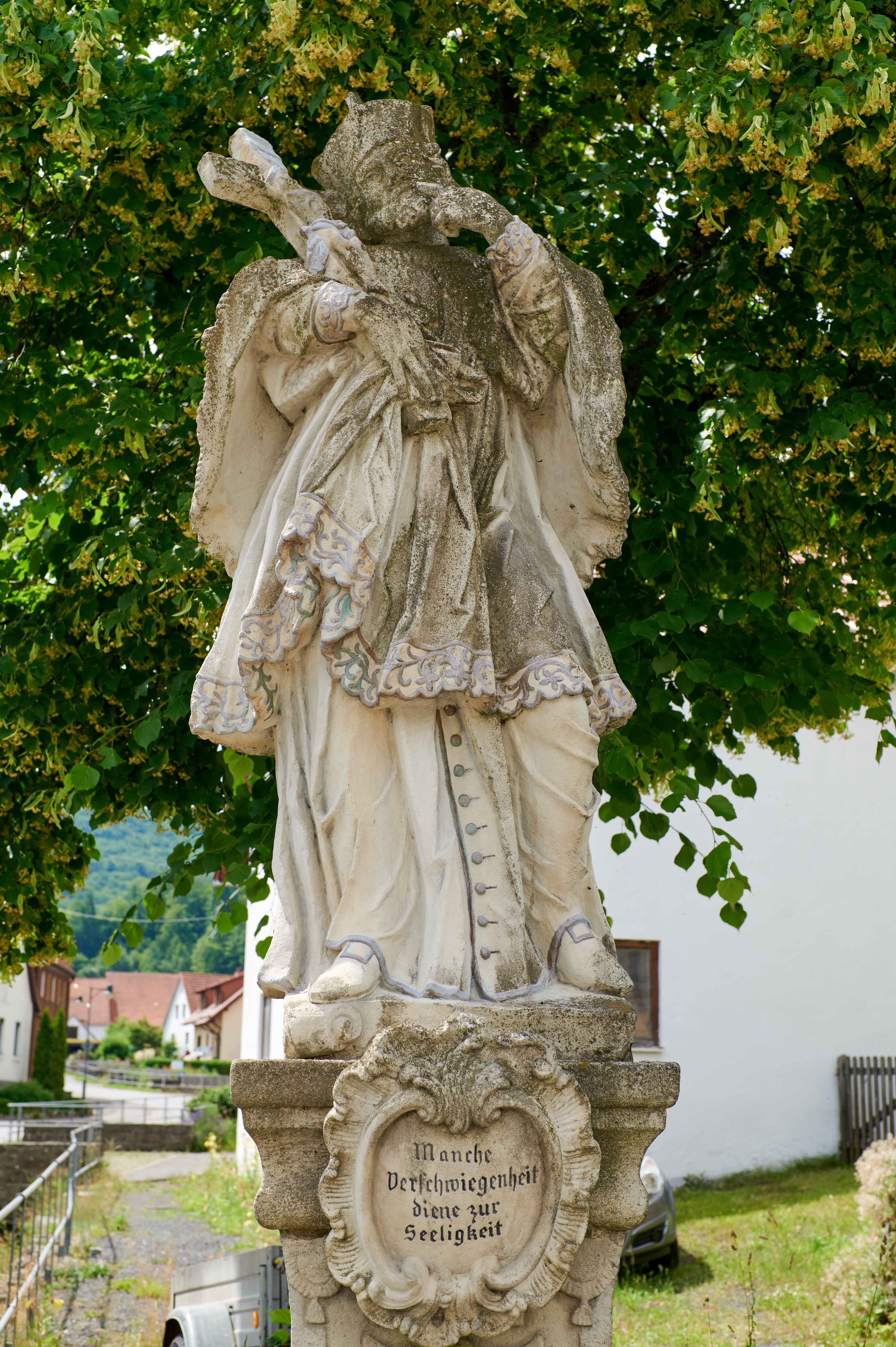
Die Statue des Heiligen Nepomuk in Haselbach

Die Ursprünge des Kreuzbergliedes liegen bis heute im Dunkeln. Sicher ist, dass ein gewisser Heinz Gehlert aus Würzburg die erste Strophe und den Refrain schrieb. Zu welcher Melodie das Kreuzberglied zu dieser Zeit gesungen wurde, ist unklar.
Ende der 1960er-Jahre bekam der Dichter und Sänger Albert Handwerker aus Unterelsbach das Lied in die Hände und schrieb drei weitere Strophen, da ihm ein Lied mit nur einer Strophe zu kurz vorkam. Als Melodie verwendete Handwerker nach eigenen Angaben eine „alte Volksweise“, die einfach gut auf den Text passte.
Verbreitung fand das Kreuzberglied im Anschluss bei diversen Auftritten eines Chores, bei dem Albert Handwerker Mitglied war.
Heute ist das Lied in der Region um den Kreuzberg weit verbreitet und wird häufig in Chören, beim Wandern oder zu Veranstaltungen gesungen. Aufgrund seiner eingängigen Melodie und des lustigen Textes ist das Kreuzberglied heute deutlich häufiger zu hören als das Rhönlied von Andreas Fack, welches als offizielle Regionalhymne der Rhön gilt.

## Inhalt
Das Kreuzberglied schildert den Auf- und feuchtfröhlichen Abstieg am Kreuzberg, dem heiligen Berg der Franken.
Der Text beginnt mit einer Fahrt nach Bischofsheim in der Rhön (im regionalen Dialekt „Böschme“ genannt), wo die Wanderung zum Kreuzberg startet. Auf der Brücke nach Haselbach („Haselbacher Bruck“) weist eine Statue des Heiligen Nepomuk den Weg zum Gipfel, vorher geht es aber schnaufend bis zur Gaststätte Roth knapp unter dem Kloster. Die dritte Strophe preist das beliebte Klosterbier, welches die Franziskanermönche im Kloster Kreuzberg ausschenken. Unter Alkoholeinfluss gelingt beim Abstieg noch ein Salto Mortale, also ein vierfacher Überschlag, am berühmten Kniebrecherhang in Richtung Sandberg.
Der Refrain greift die beiden Landmarken der Bayerischen Rhön auf: Die rauschende Fränkische Saale und den namensgebenden Kreuzberg.